# Mănăstirea, Dâmbovița
Mănăstirea este un sat în comuna Cobia din județul Dâmbovița, Muntenia, România.